# Kent—Essex
Pour les articles homonymes, voir Kent (homonymie) et Essex (homonymie).
Kent—Essex fut une circonscription électorale fédérale de l'Ontario, représentée de 1968 à 1979.
La circonscription de Kent—Essex a été créée en 1966 avec des parties d'Essex-Sud et de Kent. Abolie en 1996, elle fut divisée parmi Essex—Kent et Kent.
Une autre circonscription nommée Kent—Essex a été créée en 1996, à partir d'Essex—Kent et de Kent. Elle fut abolie en 1998 et renommée Chatham-Kent—Essex.

## Géographie
En 1966, la circonscription de Kent—Essex comprenait:
- Le Parc national de la Pointe-Pelée
- Les cantons de Gosfield South, Mersea, Pelee et Gosfield North dans le comté d'Essex, excluant la ville d'Essex
- Les villes de Chatham et de Tillbury et les cantons de Raleigh, Romney et Tillbury East dans le comté de Kent

## Députés
1. 1968-1974 — Harold Danforth, PC
2. 1974-1979 — Bob Daudlin, PLC

- PC = Parti progressiste-conservateur
- PLC = Parti libéral du Canada